# Карстерс (Алберта)
Карстерс (енгл. Carstairs) је варош у централном делу канадске провинције Алберта и део је статистичке регије Велики Калгари. Налази се на деоници ауто-пута 2А на око 47 км северно од града Калгарија и 241 км јужно од административног центра провинције Едмонтона. Најближа насеља су варошице Дидсбери и Кросфилд.
Насеље основано 1903. име је добило по истоименом селу у Шкотској. Карстерс је статус варошице добио тек 1966. године.
Према резултатима пописа становништва из 2011. у вароши су живела 3.442 становника у 1.397 домаћинстава, што је за чак 27,5% више у односу на попис из 2006. када је регистровано 2.699 становника.

## Становништво
| 2006. | 2011. |
| ----- | ----- |
| 2.656 | 3.442 |